# Daniel Warren
Daniel Warren (São Paulo, 4 de setembro de 1977) é um ator, professor, produtor e apresentador brasileiro. Ele é mais conhecido por ter apresentado o programa Art Attack do canal Disney Channel por 12 anos. Também apresentou o programa Click no canal pago Gloob. Desde sua especificação na artes cênicas, ele dá aulas de teatros e oficinas de arte.
Em 2017, foi indicado ao Prêmio Shell de melhor ator pelo espetáculo Pontos de Vista de um Palhaço.
Em 2018, lançou um livro infantil, O Livro de Fazer Ideias, pela editora Panda Books.

## Carreira

### Cinema
| Ano  | Título                    | Personagem | Ref.  |
| ---- | ------------------------- | ---------- | ----- |
| 1995 | O Bom Vizinho             |            | [ 1 ] |
| 1999 | A Vida de Cícero e Clóvis |            | [ 1 ] |
| 2002 | O Muro                    |            | [ 1 ] |

### Televisão
| Ano       | Programa                 | Personagem                              | Emissora       | Ref.   |
| --------- | ------------------------ | --------------------------------------- | -------------- | ------ |
| 2000-2012 | Art Attack               | ele mesmo (apresentador)                | Disney Channel | [ 1 ]  |
| 2001      | Programa Zero            |                                         | Multishow      | [ 1 ]  |
| 2003      | Retrato Falado           |                                         | Rede Globo     | [ 1 ]  |
| 2005      | Senta que Lá Vem Comédia |                                         | TV Cultura     | [ 6 ]  |
| 2006      | Pé na Jaca               |                                         | Rede Globo     | [ 1 ]  |
| 2007      | Retrato Falado           |                                         | Rede Globo     | [ 1 ]  |
| 2007      | Malhação                 |                                         | Rede Globo     | [ 1 ]  |
| 2008      | A Grande Família         | Jouvin, o cabeleireiro rival da Marilda | Rede Globo     |        |
| 2012      | Click                    | ele mesmo (apresentador)                | Gloob          | [ 2 ]  |
| 2014      | A Teia                   | Eduardo                                 | Rede Globo     | [ 7 ]  |
| 2018      | Deus Salve o Rei         | Orlando                                 | Rede Globo     | [ 8 ]  |
| 2019      | Bom Sucesso              | Jorge Abranches (Jorginho)              | Rede Globo     | [ 9 ]  |
| 2020      | Hebe                     | Nilton Travesso                         | Globoplay      | [ 10 ] |
| 2023      | Bugados                  | Xavier                                  | Gloob          |        |

### Livro
| Ano  | Título                  | Editora     | Ref.   |
| ---- | ----------------------- | ----------- | ------ |
| 2018 | O Livro de Fazer Ideias | Panda Books | [ 11 ] |

### Teatro
| Ano       | Programa                             | Direção                | Personagem     | Ref.   |
| --------- | ------------------------------------ | ---------------------- | -------------- | ------ |
| 1990      | A Dança dos Signos                   | Oficina dos Menestréis |                | [ 1 ]  |
| 1990      | Good Morning São Paulo               | Oficina dos Menestréis |                | [ 1 ]  |
| 1997      | Senhor dos Afogados                  |                        |                | [ 1 ]  |
| 1998      | O Poder no Poder                     |                        |                | [ 1 ]  |
| 1998      | Senninha e sua Turma no Teatro       |                        | Senninha       | [ 1 ]  |
| 2000      | Intermezzo                           |                        |                | [ 1 ]  |
| 2000      | Sob o Céu Cinzento                   |                        |                | [ 1 ]  |
| 2001      | Diálogo Inútil do Abismo com a Queda |                        |                | [ 1 ]  |
| 2002      | A Traída                             |                        |                | [ 1 ]  |
| 2003      | OsCretinos                           | OsCretinos             | Vários         | [ 1 ]  |
| 2004      | Os Jogadores                         |                        |                | [ 1 ]  |
| 2005      | VidaMorte                            | Munish Reis            |                |        |
| 2005      | Num Bosque                           |                        |                | [ 6 ]  |
| 2006      | Bruxo Pontocom                       |                        |                | [ 12 ] |
| 2007      | Às Favas com os Escrúpulos           | Jô Soares              | Mateus         | [ 13 ] |
| 2007      | Amigos Ausentes                      | Nilton Bicudo          | Colin          | [ 14 ] |
| 2009      | Semeador de Ideias                   |                        |                | [ 3 ]  |
| 2010      | Teatrokê                             |                        |                |        |
| 2012      | O Libertino                          | Jô Soares              | Baronet        | [ 15 ] |
| 2013      | O Mistério no Expresso do Oriente    | Maristela Chelala      | Hercule Poirot |        |
| 2014      | Lampião e Lancelote                  | Débora Dubois          | Narrador       | [ 16 ] |
| 2015/2016 | Galileu, Galilei                     | Cibele Forjaz          | Andrea         | [ 17 ] |
| 2017      | A Visita da Velha Senhora            | Luiz Villaça           |                | [ 18 ] |
| 2017/2019 | Pontos de Vista de um Palhaço        | Maristela Chelala      | Hans Scnhiner  | [ 19 ] |